# Jagdgeschwader zur besonderen Verwendung
Jagdgeschwader zur besonderen Verwendung (dobesedno slovensko: Lovski polk za posebne namene; kratica JG z.b.V.) je bil lovski letalski polk (Geschwader) v sestavi nemške Luftwaffe med drugo svetovno vojno.

## Organizacija
- štab
- III./JG 3
- I./JG 5
- II./JG 27
- III./JG 54
- II./JG 5

## Vodstvo polka
Poveljniki polka (Geschwaderkommodore)
- Major Gerhard Michalski: 20. april 1944
- Hauptmann Walter Dahl: 20. maj 1944
- Major Gerhard Schöpfel: 6. junij 1944